# 大鱗副仙女魚
大鱗副仙女魚，為輻鰭魚綱仙女魚目合齒魚亞目副仙女魚科的其中一種，分布於西太平洋南中國海、印尼及日本海域，深度可達200公尺，本魚體呈淡灰色，背部具有黑色斑點，背鰭軟條10-11枚;臀鰭軟條7-8枚，體長可達8.5公分，為深海底棲性魚類，棲息在底層水域，生活習性不明。

## 擴展閱讀
維基物種上的相關：大鱗副仙女魚